# 혼인적량종채상
《혼인적량종시상》(婚姻的两种猜想)는 2022년 방송되었던 중국의 드라마이다.

## 등장 인물
- 양쯔산 - 선밍바오 역
- 펑관잉 - 양정 역
- 자오즈웨이 - 천통강 역
- 린펑 - 쉬에커신 역
- 황찬찬 (黄灿灿) - 양만만 역
- 마쑤 - 치웨이 역
- 홍예 (岳红) - 이정홍 역